# Victoria Tristán de Echenique
Leandra Josefa Victoria Tristán y Flores del Campo de Echenique, conocida como Doña Victoria de Echenique (Arequipa, 13 de enero de 1823 - Lima, 31 de mayo de 1864) fue la hija del último Virrey del Perú, Pío Tristán, y esposa del presidente José Rufino Echenique.

## Biografía
Hija de don Juan Pío de Tristán y Moscoso, nombrado Virrey del Perú luego de la capitulación de Ayacucho, y de la dama arequipeña María Joaquina Flores del Campo y Tristán. Fue una mujer perteneciente a una de las familias más ricas del Perú durante el siglo XIX, prima hermana de Flora Tristán y del escritor Clemente de Althaus.
El 8 de enero de 1838, en la Iglesia del Sagrario, Victoria, de 14 años, se casó con el general José Rufino Echenique, con quien tuvo nueve hijos. Entre su descendencia estaría el general Juan Martín Echenique y Tristán, el banquero Francisco Echenique Bryce y el escritor Alfredo Bryce Echenique.
Fue propietaria de vastos predios ubicados en lo que hoy es el distrito de La Victoria, cuyo nombre es en su honor. Tenía en estos lares una residencia con varios salones y un hermoso patio, en cuyo centro se erguía un soberbio pino australiano, que se podía avizorar desde muy lejos. Su casa-hacienda estaba situada aproximadamente en el lugar que hoy ocupa el teatro La Cabaña, en el Parque de la Exposición. En ella se realiza una fastuosa e inolvidable fiesta el sábado 15 de octubre de 1853, a la que acudieron ministros de Estado, cuerpo diplomático, vocales de la Corte Suprema y otras selectas autoridades y personalidades de la sociedad limeña. La notable descripción de los suntuosos detalles de la gran fiesta lo hace Ricardo Palma en sus Tradiciones Peruanas. Tanta resonancia tuvo este baile en todo el país que, como consecuencia de él, debido seguramente al derroche y exceso de lujo mostrado, que aparecía como un insulto a la pobreza general del país se desató, según afirma Palma, la guerra civil.
En mayo de 1864, realizó testamento en presencia del mariscal Antonio Gutiérrez de la Fuente y falleció a los 41 años, siendo enterrada en el Cementerio Presbítero Maestro.